# Highgate (Jamajka)
Highgate – miasto na Jamajce, w regionie Saint Mary.